# München hídjainak listája

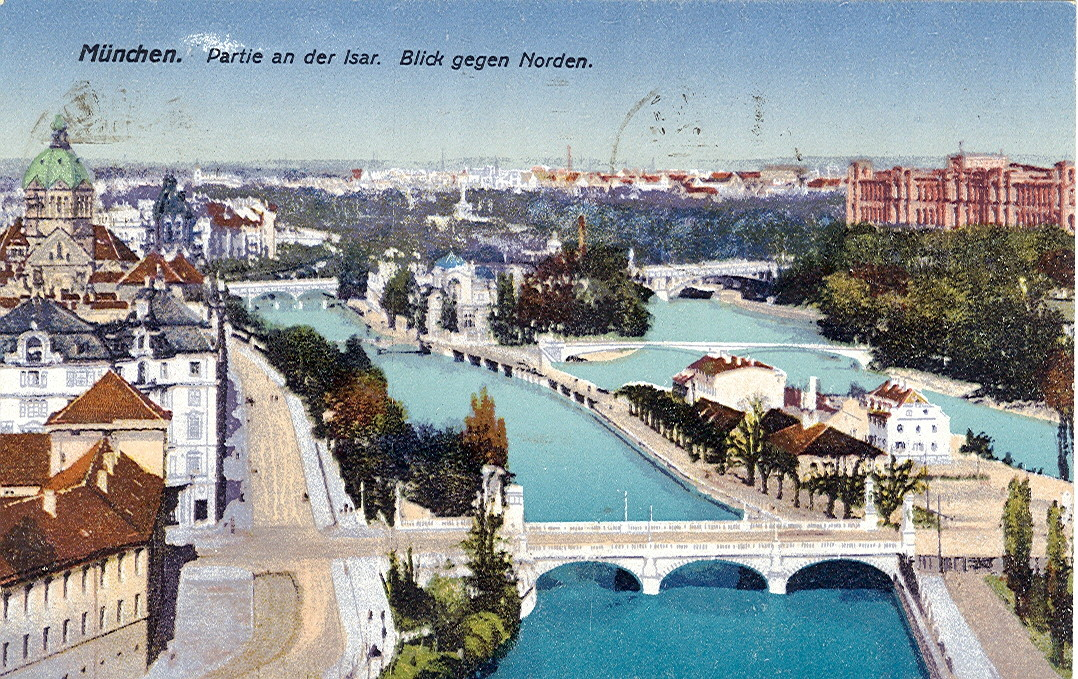
Képeslap Münchenről és az Isar-hídról

Ez a lista München hídjait sorolja fel, táblázatos formában.
A várost keresztülszeli az Isar folyó, melyen sok híd található. A München Hauptbahnhofra vezető vágányokat szintén sok közúti híd keresztezi.

## Hidak listája
| Kép | Név / Lage                                           | Funkció                                       | Áthidalt akadály                                      | Építés dátuma    | Híd típus                       | Felhasznált anyag | max. Weite | Hossz  | Szélesség     |
| --- | ---------------------------------------------------- | --------------------------------------------- | ----------------------------------------------------- | ---------------- | ------------------------------- | ----------------- | ---------- | ------ | ------------- |
|     | Abrechen (Hely)                                      | Auffanggitter für Triftfa                     | Isar (Nagy-Isar)                                      | 1582-1587        | gerendahíd                      | fa                |            |        |               |
|     | Bavariabrücke, Lipowsky-Brücke (Hely)                | Közúti híd                                    | Münchner Südring                                      | 1964             | gerendahíd                      | Feszített beton   |            | 33,00  | 20,00         |
|     | Boschbrücke, Innere Erhardtbrücke (Hely)             | Közúti híd                                    | Isar (Nagy-Isar)                                      | 1925             | gerendahíd                      | Betonplatten      | 16,20      | 46,84  | 8,97          |
|     | Braunauer Eisenbahnbrücke (Hely)                     | Vasúti híd, Münchner Südring                  | Isar, Großer Stadtbach                                | 1869-1871        | Rácsos híd, gerendahíd          | acél              | 48,40      | 150,44 | 16,00         |
|     | Brudermühlbrücke (Hely)                              | Közúti híd, Brudermühlstraße (Mittlerer Ring) | Isar                                                  | 1953             | gerendahíd                      | Feszített beton   | 46,30      | 138,00 | 16,00         |
|     | Brudermühlsteg (Hely)                                | Közúti híd, Brudermühlstraße (Mittlerer Ring) | Großer Stadtbach                                      | 1989             | gerendahíd                      |                   |            |        |               |
|     | Candidbrücke (Hely)                                  | Közúti híd, Candidstraße (Mittlerer Ring)     | Auer Mühlbach, Candidplatz                            |                  | gerendahíd                      |                   |            |        |               |
|     | Corneliusbrücke (Hely)                               | Közúti híd                                    | Isar                                                  | 1903             | ívhíd                           | Beton, Stein      | 44,00      | 150,00 | 18,00         |
|     | Donnersbergerbrücke (Hely)                           | Közúti híd, Mittlerer Ring                    | München–Augsburg-vasútvonal                           | 1972             | gerendahíd                      | vasbeton          |            | 864,44 | 47,00         |
|     | Eisbachbrücke (Hely)                                 | Közúti híd, Prinzregentenstraße               | Eisbach                                               | 1890             | ívhíd                           | Ziegel, Beton     | 4,90       |        |               |
|     | Fischerbrücke (Hely)                                 | Gyalogos híd                                  | Auer Mühlbach                                         | 1955             | gerendahíd                      | vasbeton          |            |        |               |
|     | Flauchersteg (Hely)                                  | Gyalogos híd                                  | Isar                                                  | 1890 / 2001      | gerendahíd                      | acél, fabohlen    | 14,50      | 340,50 | 4,00          |
|     | Föhringer Eisenbahnbrücke (Hely)                     | Vasúti híd, Münchner Nordring                 | Isar, Mittlere-Isar-Kanal                             | 1907 / 1940      | gerendahíd                      |                   | 40,80      | 139    | 9,50          |
|     | Friedenheimer Brücke (Nordteil) (Hely)               | Közúti híd                                    | Bahnstrecke München–Augsburg                          | 1983             | gerendahíd                      | Feszített beton   | 47,58      | 132,29 | 22,34         |
|     | Friedenheimer Brücke (Südteil) (Hely)                | Közúti híd                                    | Münchner Südring                                      | 1983             | gerendahíd                      | Feszített beton   | 32,46      | 65,47  | 22,34         |
|     | Ganghoferbrücke (Hely)                               | Közúti híd                                    | Münchner Südring                                      | 1893             | gerendahíd                      | acél, Beton       | 9,25       | 18,50  | 16,12         |
|     | Gebsattelbrücke (Hely)                               | Közúti híd, Hochstraße                        | Gebsattelstraße                                       | 1901             | ívhíd                           | vasbeton          |            | 18,00  | 13,40         |
|     | Gerner Brücke (Hely)                                 | Közúti híd, heute Gyalogos híd                | Nymphenburger Kanal                                   | 1897             | ívhíd                           | Vasbeton          | 16,00      | 29,00  | 10,00         |
|     | Geyerbrücke (Hely)                                   | Közúti híd                                    | Großer Stadtbach, Fuß- & Radweg                       | 1902             | ívhíd                           |                   | 10,00      | 21,26  | 22,63         |
|     | Grosshesseloher Brücke (Hely)                        | Vasúti híd, München–Holzkirchen-vasútvonal    | Isar, Isar-Werkkanal                                  | 1985             | Rácsos híd                      | vasbeton          | 65,00      | 209,00 | 10,62         |
|     | Grüne Brücke (Hely)                                  | Gyalogos híd                                  | Garmischer Straße                                     | 1981             | ívhíd                           | Feszített beton   |            | 60,00  | 13,25         |
|     | Gunezrainerbrücke (Hely)                             | Gyalogos híd                                  | Schwabinger Bach                                      | 1906             | ívhíd                           | vasbeton          | 12,00      | 20,00  | 12,00         |
|     | Hackerbrücke, Herbststraßenbrücke (Hely)             | Közúti híd                                    | München–Augsburg-vasútvonal                           | 1892             | ívhíd (Bogen über der Fahrbahn) | Vas               | 28,50      | 212,30 | 14,80         |
|     | Haimonbrücke, Postwegbrücke (Hely)                   | Gyalogos híd                                  | Mittlere-Isar-Kanal                                   | 1924             | ívhíd                           | vasbeton          | 25,75      | 25,75  | 7,00          |
|     | Hanns-Braun-Brücke (Hely)                            | Gyalogos híd                                  | Georg-Brauchle-Ring                                   | 1971             | gerendahíd                      | Feszített beton   | 49,04      | 94,04  | 20,80 - 39,00 |
|     | Herzog-Heinrich-Brücke (Hely)                        | Közúti híd, Föhringer Ring                    | Isar, Mittlere-Isar-Kanal                             | 1960             | gerendahíd                      | acél, Beton       | 56,00      | 155,50 | 14,25         |
|     | Hochbrücke (Hely)                                    | Közúti híd                                    | (Kalten- bzw. Katzenbach)                             | 1395             | ívhíd                           | Stein             |            |        |               |
|     | Hochbrücke Freimann, Tatzelwurm (Hely)               | Közúti híd, A9-es autópálya                   | Frankfurter Ring, U6-os metróvonal, Münchner Nordring | 1960             | gerendahíd                      |                   |            |        |               |
|     | Isarbrücke Unterföhring (Hely)                       | Közúti híd, A99-es autópálya                  | Isar                                                  | 1972-1974        | gerendahíd                      |                   |            |        |               |
|     | John-F.-Kennedy-Brücke (Hely)                        | Közúti híd, Isarring (Mittlerer Ring)         | Isar, Eisbach                                         | 1962             | gerendahíd                      | Feszített beton   | 68,00      | 131,00 | 24,50         |
|     | Kabelsteg (Hely)                                     | Gyalogos híd                                  | Isar (Kis-Isar)                                       | 1898             | ívhíd                           | Vasbeton          | 37,00      | 76,50  | 4,00          |
|     | Kegelhofbrücke (Hely)                                | Közúti híd                                    | Auer Mühlbach                                         | 1955             | gerendahíd                      | vasbeton          |            | 10,50  | 3,50          |
|     | Kommunesteg (Hely)                                   | Gyalogos híd                                  | Auer Mühlbach                                         | 1983             | gerendahíd                      |                   |            | 8,50   | 4,00          |
|     | Korsobrücke (Hely)                                   | Közúti híd                                    | Mittlere-Isar-Kanal                                   | 1924             | ívhíd                           | vasbeton          | 24,25      | 24,25  | 11,00         |
|     | Laimbrücke (Hely)                                    | Közúti híd                                    | Laimbach (Stadthammer-schmiedbach)                    | 1322             | ívhíd                           | Stein             |            |        |               |
|     | Landsbergerbrücke (Hely)                             | Közúti híd                                    | Münchner Südring                                      | 1951             | gerendahíd                      | vasbeton          | 10,13      | 20,26  | 58,00         |
|     | Leinthalerbrücke (Hely)                              | Közúti híd, Leinthalerstraße                  | Isar, Mittlere-Isar-Kanal                             | 1982             | gerendahíd                      | Feszített beton   | 33,43      | 99,42  | 8,75          |
|     | Ludwig-Ferdinand-Brücke (Hely)                       | Közúti híd                                    | Nymphenburger Kanal                                   | 1956             | ívhíd                           | vasbeton          | 17,30      | 27,00  | 31,93         |
|     | Äußere Ludwigsbrücke (Hely)                          | Közúti híd                                    | Isar (Kis-Isar)                                       | 1935             | ívhíd                           | vasbeton          | 32,83      | 71,00  | 29,00         |
|     | Innere Ludwigsbrücke (Hely)                          | Közúti híd                                    | Isar (Nagy-Isar)                                      | 1935             | ívhíd                           | vasbeton          | 64,00      | 43,00  | 29,00         |
|     | Luitpoldbrücke, Prinzregentenbrücke (Hely)           | Közúti híd, Prinzregentenstraße               | Isar                                                  | 1902             | ívhíd                           | Stein             |            | 63,00  | 17,20         |
|     | Mariannenbrücke (Hely)                               | Gyalogos híd                                  | Isar (Nagy-Isar)                                      | 1929             | gerendahíd                      | Vasbeton          | 15,00      | 38,30  | 6,00          |
|     | Marienklausensteg (Hely)                             | Gyalogos híd                                  | Isar, Isar-Werkkanal                                  | 1997             | gerendahíd                      | vasbeton, acél    | 21,67      | 129,00 | 4,15          |
|     | Martiusbrücke (Hely)                                 | Közúti híd                                    | Schwabinger Bach                                      | 1979             | gerendahíd                      | vasbeton          |            | 12,60  | 10,84         |
|     | Äußere Maximiliansbrücke (Hely)                      | Közúti híd, Maximilianstraße                  | Isar (Kis-Isar)                                       | 1904-1905        | ívhíd                           | Muschelkalkstein  | 45,87      | 96,20  | 22,00         |
|     | Innere Maximiliansbrücke (Hely)                      | Közúti híd, Maximilianstraße                  | Isar (Nagy-Isar)                                      | 1904-1905        | ívhíd                           | Beton, Ziegel     | 13,89      | 42,14  | 22,00         |
|     | Max-Joseph-Brücke, Bogenhausener Brücke (Hely)       | Közúti híd                                    | Isar                                                  | 1901-1902        | ívhíd                           | vasbeton          |            | 64,00  | 18,10         |
|     | Praterwehrbrücke (Hely)                              | Közúti híd                                    | Isar (Nagy-Isar)                                      | 1966             | gerendahíd                      | vasbeton          | 8,35       | 40,20  | 7,18          |
|     | Reichenbachbrücke (Hely)                             | Közúti híd                                    | Isar                                                  | 1902             | ívhíd                           | Stampfbeton       | 44,00      | 134,60 | 24,00         |
|     | Röhrenbrücke (Hely)                                  | Vízvezeték-híd                                | Isar (Kis-Isar)                                       | zw. 1599 és 1632 | gerendahíd                      | fa                |            |        |               |
|     | Schinderbrücke, Abdeckerbrücke (Hely)                | Gyalogos híd                                  | Großer Stadtbach                                      | 1978             | gerendahíd                      | vasbeton          | 12,00      | 35,00  | 6,00          |
|     | Schmederersteg (Hely)                                | Gyalogos híd                                  | Münchner Südring                                      | 1869             | Rácsos híd                      | Vas               | 10,21      | 30,63  | 2,36          |
|     | St.-Emmeram-Brücke (Hely)                            | Gyalogos híd                                  | Isar                                                  | 2004             | Rácsos híd mit Überdachung      | fa, acél          | 34,00      | 96,00  | 3,50          |
|     | Stauwehr Oberföhring (Hely)                          | Gyalogos híd                                  | Isar                                                  | 1924             | ívhíd                           | vasbeton          | 17,00      | 78,50  |               |
|     | Thalkirchner Brücke (Hely)                           | Közúti híd                                    | Isar, Isar-Werkkanal                                  | 1991             | Rácsos híd                      | vasbeton, fa      | 13,40      | 183,12 | 12,50         |
|     | Thomassteg (Hely)                                    | Gyalogos híd                                  | Großer Stadtbach                                      | 1900             | Rácsos híd                      | acél              |            | 16,80  | 1,87          |
|     | Tivolibrücke (Hely)                                  | Közúti híd, Tivolistraße                      | Eisbach                                               | 1978             | ívhíd                           | vasbeton          | 8,50       | 17,00  | 27,30         |
|     | Totensteg (Hely)                                     | Gyalogos híd                                  | Westermühlbach                                        | 1972             | gerendahíd                      | fa                |            | 6,50   | 2,60          |
|     | Wehrsteg (Hely)                                      | Gyalogos híd                                  | Isar                                                  |                  | gerendahíd                      |                   |            |        |               |
|     | Weiße Brücke, Auen- oder Biedersteiner Brücke (Hely) | Közúti híd, Isarring (Mittlerer Ring)         | Schwabinger Bach                                      |                  |                                 |                   |            |        |               |
|     | Winkelbrücke (Hely)                                  | Közúti híd                                    | Auer Mühlbach                                         |                  | gerendahíd                      |                   |            |        |               |
|     | Wittelsbacherbrücke (Hely)                           | Közúti híd                                    | Isar                                                  | 1905             | ívhíd                           | Beton             | 44,00      | 138,10 | 20,00         |
|     | Zenneckbrücke, Äußere Erhardtbrücke (Hely)           | Közúti híd                                    | Isar (Kis-Isar)                                       | 1925             | gerendahíd                      | Betonplatten      | 14,50      | 66,84  | 8,97          |